# Анемас
Аль-Нуман ибн Абд аль-Азиз ибн Шуайб ибн Умар аль-Куртуби, известный по византийскому имени Анемас — сын последнего эмира Крита Абд аль-Азиза, телохранитель императоров.

## Биография
После взятия Хандака и отвоевания Крита византийцами, Анемас со своим отцом в качестве пленников привезли в Константинополь, где они участвовали в триумфе полководца Никифора Фоки.
Поселившись в столице империи, Анемас обратился в христианство и присоединился к византийской армии в качестве телохранителя императора.
Когда император Иоанн I Цимисхий выступил в поход против обосновавшегося в Болгарии киевского князя Святослава в 971 году, Анемас присоединился к экспедиции, был участником ряда боёв во время осады Доростола. По свидетельству Льва Диакона, во время вылазки осажденной Руси Анемас лично вступил в бой и убил соратника князя Икмора. На следующий день славяне предприняли полномасштабную атаку на закате, надеясь прорваться. Анемас бросился на Святослава и ударил его по шее, сбросив с коня; однако доспехи спасли князя, а его соратники напали на византийца. Последний смог убить нескольких, но в конце концов был убит сам. Затем русы атаковали снова, но были отбиты с тяжелыми потерями, что вынудило Святослава капитулировать и подписать мирный договор.
Возможно, потомками Анемаса была византийская аристократическая семья Анемас, известная в XI—XII веках.